# 8704 Sadakane
8704 Sadakane eller 1993 YJ är en asteroid i huvudbältet som upptäcktes den 17 december 1993 av den japanska astronomen Takao Kobayashi vid Ōizumi-observatoriet. Den är uppkallad efter Kozo Sadakane.
Asteroiden har en diameter på ungefär 22 kilometer.